# Гійом Гуї
Гійо́м Гуї́ (фр. Guillaume Gouix; нар. 30 листопада 1983, Екс-ан-Прованс, деп. Буш-дю-Рон, Франція) — французький актор, режисер, сценарист.

## Біографія
Гійом Гуї народився 30 листопада 1983 року в Екс-ан-Провансі, містечку в департаменті Буш-дю-Рон у Франції. 16-річним підлітком він уперше з'явився на телеекрані у фільмі «Наноси» (фр. Dérives) (2001). Здобував акторську освіту на драматичному відділенні Марсельської консерваторії, потім закінчив Регіональну акторську школу в Каннах. Грав на театральній сцені у режисерів Дідьє Гала, Бруно Байєна і Жана-П'єра Вінсента.
У кіно Гійом Гуї дебютував у 2000 році, зігравши роль Кевіна в сімейній комедії «Друга половина липня» Крістофа Річерта. Відтоді він знявся майже у 50 кіно- та телефільмах та серіалах. Першою великою акторською роботою Гійома Гуї стала роль Руді у телефільмі «Сильні плечі» (2003) режисерки Урсули Маєр. Головна роль у фільмі «Непокірні» та спільна робота з Софі Марсо у стрічці «Зникла в Довілі» допомогли Гуї стати одним з провідних молодих акторів Франції.
Гійом Гуї відомий також ролями у гангстерському бойовикові «22 кулі: Безсмертний» (2010) режисера Рішара Беррі з Жаном Рено в головній ролі, комедії Марка Фітуссі «Копакабана» (2010), трилері «Пупупіду» (2011), «Опівночі в Парижі» Вуді Аллена (2011), містичному серіалі «За покликом скорботи» (2012).
У 2011 році Гйом Гуї дебютував як режисер короткометражкою «Алексіс Іванович, ви мій герой», яка отримала особливий приз за найкращий короткометражний фільм від компанії «Кодак» на 64-му Каннському кінофестивалі.
У 2012 році Гійом Гуї зіграв одразу дві головні ролі — у драмі «За стінами» Девіда Ламберта й комедії «Дім на колесах» Франсуа Піро. У цьому ж році актора було номіновано на кінопремію «Сезар» у категорії «Найперспективніший актор» за роль у фільмі Теді Луссі-Модесті «Джиммі Рів'є».
У 2013 році Гуї став виконавцем ролі головного героя в комедійній стрічці Сільвена Шоме «Мій Аттіла Марсель», за яку отримав приз Пекінського міжнародного кінофестивалю. Наступного року актор знявся у французькій комедії Одрі Дани «Красуні в Парижі» і кримінальному бойовику Седріка Жіменеса «Французький транзит», де його партнерами по знімальному майданчику стали Жиль Лелуш і Жан Дюжарден.
У 2015 році Гійом Гуї разом з Тахаром Рахімом і Адель Екзаркопулос знався в історичній драмі Елі Важемана «Анархісти», якою було відкрито Тиждень критиків 68-го Каннського кінофестивалю 2015 року.
у 2016 році Гійом Гуї входив до складу журі 23-го Міжнародного кінофестивалю фантастичних фільмів у Жерарме, очолюваного Клодом Лелушем.

## Особисте життя
Гійом Гуї перебуває у стосунках з французькою акторкою Елісон Параді, молодшою сестрою Ванесси Параді. Влітку 2015 у пари народився син.

## Фільмографія (вибіркова)

### Актор
Кіно
| Рік  |    | Українська назва         | Оригінальна назва                  | Роль                               |
| ---- | -- | ------------------------ | ---------------------------------- | ---------------------------------- |
| 2000 | ф  | Друга половина липня     | Deuxième quinzaine de juillet      | Кевін                              |
| 2003 | ф  | Левенята                 | Les lionceaux                      | Густав                             |
| 2005 | ф  | Погані гравці            | Les mauvais joueurs                | дитина з бородою                   |
| 2006 | ф  | У кожного своя ніч       | Chacun sa nuit                     | скінхед                            |
| 2007 | ф  | Зникла в Довілі          | La disparue de Deauville           | молодий касир                      |
| 2007 | ф  | Близькі вороги           | L'ennemi intime                    | Дельмас                            |
| 2007 | ф  | Дорога                   | Darling                            | Жозеф, дорослий                    |
| 2008 | ф  | Високі стіни             | Les hauts murs                     | Блонду                             |
| 2009 | ф  | Непокірні                | Réfractaire                        | Рене                               |
| 2009 | ф  | Повстала                 | L'insurgée                         | Симон                              |
| 2010 | кф | У неділю вранці          | Dimanche matin                     | Олів'є                             |
| 2010 | ф  | 22 кулі: Безсмертний     | L'immortel                         | Le Morvelous                       |
| 2010 | ф  | Прекрасна заноза         | Belle épine                        | Рейнальд                           |
| 2010 | ф  | Копакабана               | Copacabana                         | Курт                               |
| 2011 | ф  | Пупупіду                 | Poupoupidou                        | бригадир Бруно Лелю                |
| 2011 | ф  | Джиммі Рів'є             | Jimmy Rivière                      | Джиммі Рів'є                       |
| 2011 | ф  | І раптом мені усі бракує | Et soudain tout le monde me manque | Самі                               |
| 2011 | ф  | Опівночі в Парижі        | Midnight in Paris                  | завсідник вечірок 1920-х років     |
| 2012 | ф  | Алія                     | Alyah                              | Матіас                             |
| 2012 | ф  | За стінами               | Hors les murs                      | Ілір                               |
| 2012 | ф  | Дім на колесах           | Mobile Home                        | Жульєн                             |
| 2013 | ф  | Мій Аттіла Марсель       | Attila Marcel                      | Поль / Аттіла Марсель              |
| 2014 | ф  | Красуні в Парижі         | Sous les jupes des filles          | чоловік Ісіди                      |
| 2014 | ф  | Французький транзит      | La French                          | Хосе Альварес                      |
| 2015 | ф  | Талант моїх друзів       | Le talent de mes amis              | водій швидкої допомоги             |
| 2015 | ф  | Вивчити напам'ять        | La vie en grand                    | Станіслас Може, спортивний вчитель |
| 2015 | ф  | Анархісти                | Les anarchistes                    | Ежен Левек                         |
| 2015 | ф  | Скажені                  | Enragés                            | Сабрі                              |
| 2015 | ф  | Королі світу             | Les rois du monde                  | Жан-Франсуа                        |
| 2015 | ф  | Грабіжники               | Braqueurs                          | Ерік                               |
| 2017 | ф  | З нами                   | Chez nous                          | Станко                             |

Телебачення
| Рік       |    | Українська назва                 | Оригінальна назва                      | Роль                          |
| --------- | -- | -------------------------------- | -------------------------------------- | ----------------------------- |
| 2001      | тф | Наноси                           | Dérives                                | Тоні                          |
| 2003      | тф | Сильні плечі                     | Des épaules solides                    | Руді                          |
| 2006—2010 | с  | Стажисти: Перші кроки в поліції  | Les bleus: premiers pas dans la police | Марко                         |
| 2007—2011 | с  | Новели Гі де Мопассана           | Chez Maupassant                        | Шарло Тюваш                   |
| 2007—2010 | с  | По вістрю ножа                   | Sur le fil                             | Міло Словіч                   |
| 2007      | тф | Руйнівники                       | Ravages                                | Вінсент                       |
| 2008      | с  | Мовчання яструба                 | Le silence de l'épervier               | Данієль                       |
| 2010      | тф | Мій батько, Франсис Бельгійський | Mon père, Francis le Belge             | Дені / Таті Полетт            |
| 2011      | с  | Помста Тоні                      | Les beaux mecs                         | молодий Гуїдо                 |
| 2012      | с  | За покликом скорботи             | Les Revenants                          | Серж                          |
| 2013      | с  | Посадка                          | Le débarquement                        | Верьюс                        |
| 2014      | тф | Блакитні пігулки                 | Pilules bleues                         | Жан-Батист на прізвисько «ЖБ» |
| 2019      | с  | Війна світів                     | War of the Worlds                      | Ной Дюмон                     |

### Режисер
- 2011 : «Алексіс Іванович, ви мій герой» / Alexis Ivanovitch vous êtes mon héros (к/м)
- 2014 : «Мадемуазель» / Mademoiselle (к/м)

## Визнання

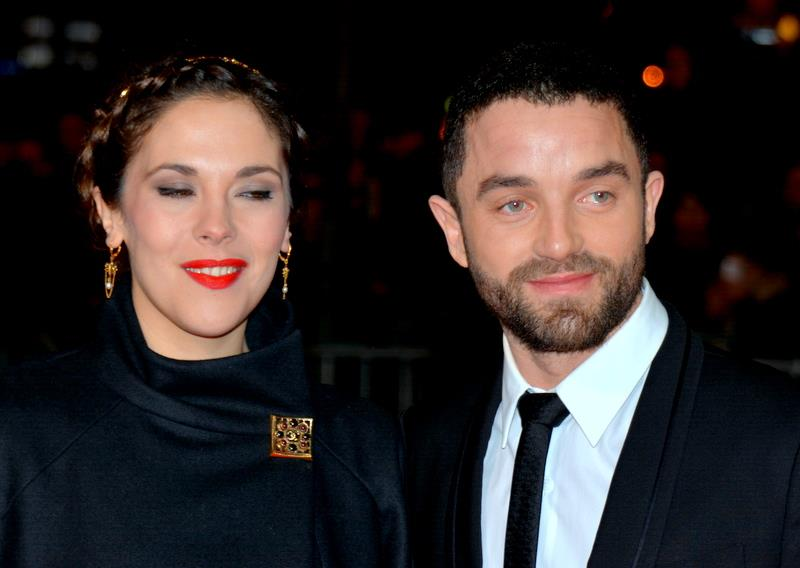
З Елісон Параді на 41-й церемонії «Сезара», 2016

| 64-й Каннський кінофестиваль                            |                                                                  |                                |           |
| 2011                                                    | Премія «Відкриття»                                               | Алексіс Іванович, ви мій герой | Номінація |
| 2011                                                    | Премія «Відкриття» — Особлива згадка                             | Алексіс Іванович, ви мій герой | Перемога  |
| 19-й Паризький кінофестиваль ЛГБТ-кіно «Chéries-Chéris» |                                                                  |                                |           |
| 2012                                                    | Приз за акторську гру                                            | За стінами                     | Перемога  |
| Премія «Сезар» (37-а церемонія)                         |                                                                  |                                |           |
| 2012                                                    | Найперспективніший актор                                         | Джиммі Рів'є                   | Номінація |
| Премія «Люм'єр» (17-та церемонія)                       |                                                                  |                                |           |
| 2012                                                    | Найкращий молодий актор                                          | Джиммі Рів'є                   | Номінація |
| 71-й Венеційський кінофестиваль                         |                                                                  |                                |           |
| 2014                                                    | Приз «Венеційські горизонти» за найкращий короткометражний фільм | Мадемуазель                    | Номінація |
| Пекінський міжнародний кінофестиваль                    |                                                                  |                                |           |
| 2014                                                    | Найкращий актор                                                  | Мій Аттіла Марсель             | Перемога  |